# CSS Saint Mary

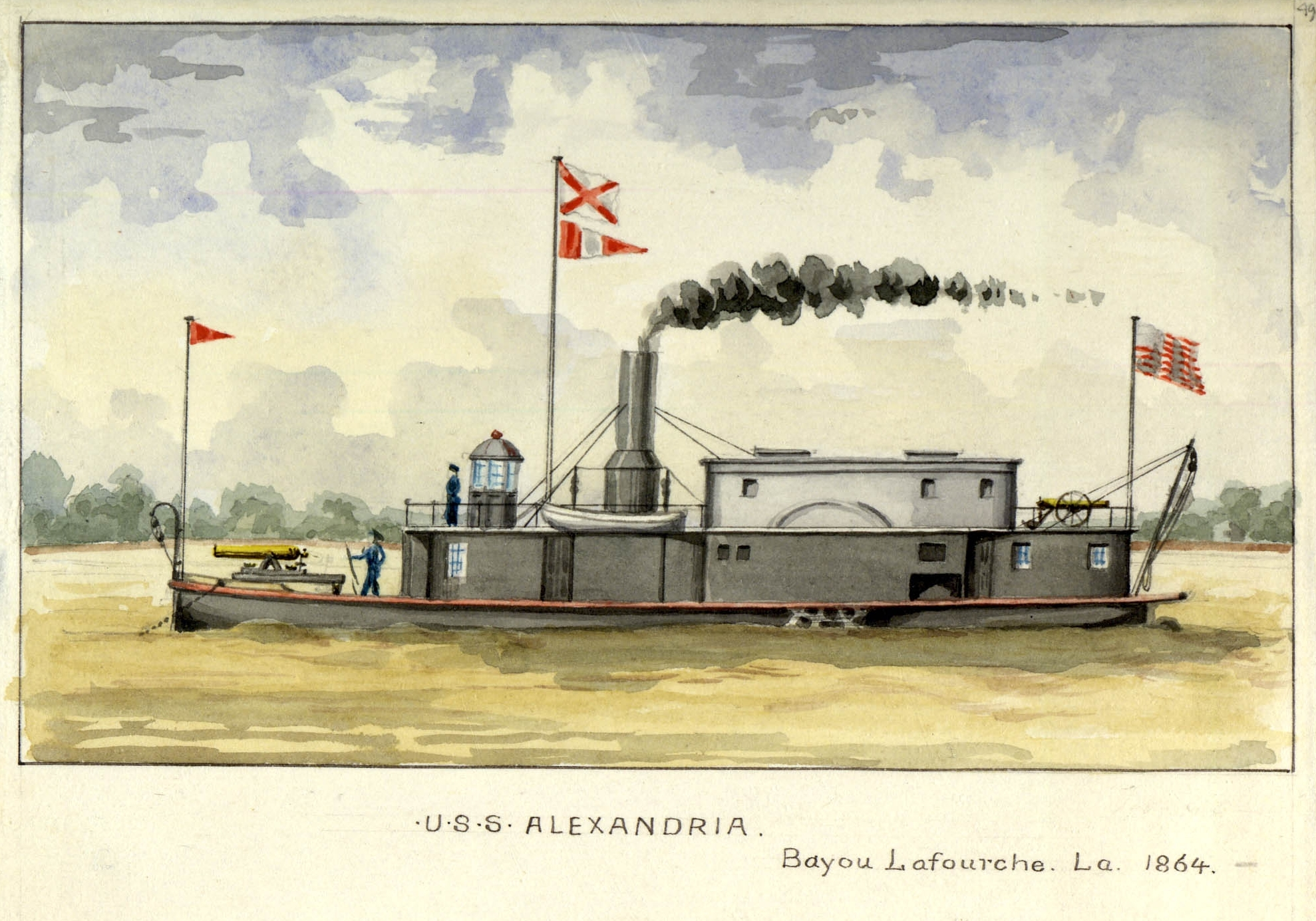
El Saint Mary como el USS Alexandria.

El CSS Saint Mary, un pequeño vapor fluvial revestido de algodón, se construyó en Plaquemine (Luisiana), a principios de 1862 y se presentó al gobierno confederado. Bajo el mando del teniente F. E. Shepperd, CSN, operó en los ríos Yazoo y Tallahatchie en 1863. Fue capturada en Yazoo City (Mississippi), el 13 de julio por una expedición conjunta del Ejército y la Marina que constaba de cuatro barcos federales y 5000 soldados. Fue llevada a la Armada de los Estados Unidos bajo el nombre de Alexandria y comisionada en diciembre en Cairo (Illinois).